# Drenovac Osredački
Drenovac Osredački es una aldea del municipio de Gračac, parte del condado de Zadar, Croacia. Según el censo de 2021, tiene una población de 8 habitantes.

## Demografía
| Gráfica de población de Drenovac Osredački 1857-2021                |
|                                                                     |
| Según los censos de población de la Oficina de Estadísticas Croata. |